# あなたの街で逢いましょう
『あなたの街で逢いましょう』（あなたのまちであいましょう）は、日本のバンド・SunSet Swishの1作目のアルバム。

## 概要
デビューシングル「明日、笑えるように」から5thシングル「君がいるから」までの、ミュージックレインおよびSME Recordsの両レーベルから発表したシングル曲5曲およびカップリング1曲を含む全12曲を収録。
初回生産版には、収録されたシングル曲のビデオクリップのうち、要潤が出演している3作品（「風のランナー」、「マイペース」。「夏が来れば」）を収録したDVDが付属。

## 収録曲
1. 風のランナー （Album Ver） [5:19]
（作詞・作曲：石田順三 編曲：坂本昌之）
2ndシングルのアルバムバージョン。
2. I KNOW [4:40]
（作詞：SunSet Swish 作曲：石田順三 編曲：坂本昌之）
3. マイペース [4:22]
（作詞・作曲：石田順三 編曲：坂本昌之・SunSet Swish）
3rdシングル。SunSet Swish初のヒット曲となった。
4. 優しい風 [4:33]
（作詞・作曲：石田順三 編曲：SunSet Swish）
5. 翼を持つ者達へ [4:19]
（作詞：佐伯大介 作曲：石田順三 編曲：坂本昌之）
6. あなたの街で逢いましょう [2:25]
（作詞：冨田勇樹 作曲：石田順三 編曲：坂本昌之）
7. HOMERUN [5:08]
（作詞・作曲：石田順三 編曲：SunSet Swish）
8. 夏が来れば [5:42]
（作詞・作曲：石田順三 編曲：SunSet Swish）
4thシングル。実質的なメジャーデビューシングルにあたる。
9. フレー! フレー! [4:30]
（作詞：佐伯大介 作曲：石田順三 編曲：坂本昌之）
10. 雨のち晴れ （Album Ver） [5:01]
（作詞：冨田勇樹 作曲：石田順三 編曲：坂本昌之）
2ndシングルのカップリング曲。
11. 君がいるから [4:45]
（作詞・作曲：石田順三 編曲：坂本昌之）
5thシングル。
12. 明日、笑えるように （Album Ver） [6:18]
（作詞：SunSet Swish 作曲：石田順三 編曲：坂本昌之）
1stシングル。

## 演奏
- 佐伯大介：Vocal
- 冨田勇樹：Guitar, Backing Vocal
- 石田順三
  - Backing Vocal
  - Piano (#3.8)
  - Bass, Keyboards (#4.7)
- 坂本昌之
  - Piano (#1.2.5.9.11.12)
  - Keyboards (#3.10)
  - 鍵盤ハーモニカ (#6)
  - Programming (#1.2.3.9.10.11.12)
- 青山純：Drums (#1.3.11.12)
- 松原秀樹：Bass (#1.3.11.12)
- 古川望：Guitar (#1.2.3.5.6.9)
- 弦一徹ストリングス：Strings (#1.2.5.12)
- 江口信夫：Drums (#2.5.6)
- 中山信彦：Programming (#4.7.8)
- 高水健司：Bass (#5.6)
- 伊藤広規：Bass (#8)
- 今剛：Guitar (#11.12)
- 金原千恵子ストリングス：Strings (#11)